# Tomboco
Tomboco és un municipi de la província de Zaire. Té una extensió de 8.023 km² i 43.303 habitants. Comprèn les comunes de Kinximba, Kinzau i Tomboco. Es troba a 80 km al nord-est de Nzeto i a 140 km al sud-oest de Mbanza Kongo.